# 耶律昭
耶律昭（?—?），辽国皇族。字述宁。
耶律昭博学能文。官至林牙（翰林）。辽圣宗统和年间，因其兄耶律国留杀奴获罪，受株连，流放西北部（今蒙古国中部及西部）。以才学为西北路招讨使萧挞凛赏识，奏免他应负担的差役，问以安边之计。他曾数奏安边之策，建议减轻徭役，振穷薄赋，发展农业牧业，简练精兵，恩结士心。统和十五年（997年），萧挞凛讨阻卜有功，辽圣宗赐诗嘉奖，耶律昭受命作赋以答谢，今佚。现存《答萧挞凛书》，后世论者以为耶律昭的文章雅健有西汉晁错贾谊之风。开泰年间，他在拔里堵山打猎时被羯羊触伤而亡。

## 延伸阅读
[在维基数据编辑]
 《遼史/卷104》，出自脱脱《遼史》